# Sant Martí de Gospí
Sant Martí de Gospí és l'església parroquial de Gospí, del municipi de Sant Ramon (Segarra), inclosa en l'Inventari del Patrimoni Arquitectònic de Catalunya.

## Descripció
L'església, edificada al cim del turó, era primitivament d'estil romànic, tot i que posteriorment, entorn dels segles xvi i xvii, va patir diverses modificacions. El temple està realitzat amb carreus irregulars, disposats en filades desordenades i coberta a dues aigües.

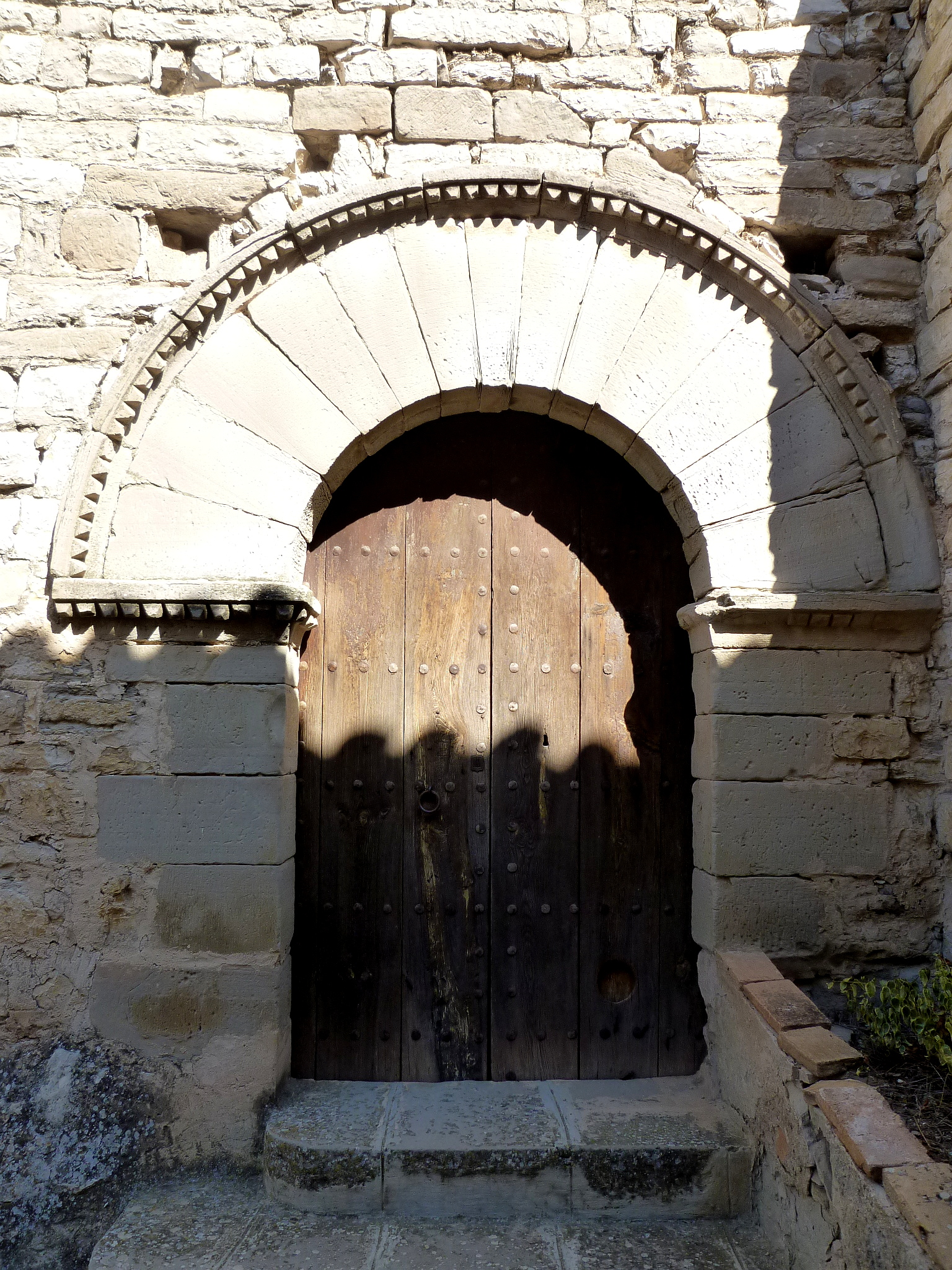
Porta de l'església

L'estructura originària de l'església està formada per una sola nau, coberta amb volta de canó rebaixada i reforçada per tres arcs torals amb arc de mig punt rebaixat. De l'absis semicircular original, només s'ha conservat l'arc presbiterial, realitzat amb paredat, d'arc de mig punt també rebaixat, darrere del qual actualment s'hi troba la sagristia. A la banda nord, s'hi va afegir posteriorment una capella coberta amb volta de canó rebaixada, des de la qual s'accedeix al campanar de torre independent i adossat a la sagristia. Aquesta capella queda situada en el mateix eix de la nau originària en un punt il·luminat per una lluerna superior.
L'entrada a l'església està situada a la façana sud, amb la porta d'arc de mig punt, adovellat, amb guardapols i imposta ornats amb dents de serra. Al seu costat, una finestra de doble esqueixada d'arc de mig punt il·lumina la nau primitiva. Un fris de semiesferes i mènsules esculpides amb formes geomètriques i de caps humans, actualemtn molt erosionades, corona la façana sud just sota el ràfec.
A la façana oest s'hi troba una finestra en forma de creu per il·luminar l'enterior del temple.
A la façana est, un campanar de torre, de planta quadrangular, amb quatre obertures d'arc de mig punt a la part superior per ubicar les campanes.

## Història
Els orígens remunten al segle xi, quan ens apareix un document que fa referència al castell de Gospí (1035). La notícia històrica més antiga de la parròquia és de l'any 1133 quan Pere, bisbe d'Urgell, va donar a Santa Maria de Solsona l'església parroquial de Gospí, que fins llavors havia estat vinculada a Sant Andreu de Tresponts.